# Apringio
San Apringio (¿? - 540), obispo de Beja, fue un prelado y escritor hispanorromano.

## Biografía
Nació en Beja a mediados del siglo V. Obispo de dicha ciudad, fundó en ella una escuela y un hospital. Había sido maestro del rey godo Teudis y fue muy celebrado tanto por sus virtudes como por su sabiduría. 
De sus obras se citan:
- Comentarios al Apocalipsis, obra considerada por Isidoro de Sevilla como la mejor de todas, por lo que gozó de extraordinaria fama. Del mismo, solo han sobrevivido algunos fragmentos.[1]
- Cantar de los Cantares